# ايزومي كيمورا
ايزومي كيمورا (بالإنجليزية: Izumi Kimura)‏ هي عازفة بيانو أيرلندية، ولدت في 10 مارس 1973.